# Спид, Гэри
Гэ́ри Э́ндрю Спид (англ. Gary Andrew Speed; 8 сентября 1969, Манкот, Флинтшир — 27 ноября 2011, Хантингтон, Чешир) — валлийский футболист, полузащитник. Выступал за английские «Лидс Юнайтед», «Эвертон», «Ньюкасл Юнайтед», «Шеффилд Юнайтед». Капитан сборной Уэльса 1990-х годов. Летом 2006 года Спид планировал завершить карьеру и даже приступил к учёбе в тренерской академии. Однако решил продолжить выступления, став одним из самых возрастных игроков Премьер-лиги. Всего сыграл в Премьер-лиге 535 матчей, занимая на момент смерти третье место по этому показателю, уступая лишь Райану Гиггзу и Дэвиду Джеймсу. 12 июня 2010 года за заслуги в футболе удостоен звания кавалера ордена Британской империи.

## Клубная карьера
Центральный полузащитник, ближе к концу карьеры сместившийся на место опорника, начинал играть в «Лидс Юнайтед» ещё в 1988 году, и в 1992 году внёс большой вклад в завоевание клубом титула чемпиона Англии. В 1996 году, сыграв за «Лидс» 248 игр в лиге и забив 39 голов, валлиец за 3,5 миллиона фунтов перешёл в «Эвертон», болельщиком которого был в детстве. В клубе из Ливерпуля он вскоре стал капитаном, но после всего двух сезонов в клубе (58 игр, 15 голов) перешёл за 5,5 миллионов фунтов в «Ньюкасл Юнайтед».
Спид на долгие годы стал незаменимым звеном полузащиты «Ньюкасла», сыграв за шесть лет свыше 200 матчей, однако остался без завоёванных трофеев, проиграв в финалах Кубка Англии 1998 и 1999 годов. В 2004 году Спид за 750 тысяч фунтов уходит в «Болтон Уондерерс», в связи с чем тренер «Ньюкасла», сэр Бобби Робсон, выразил своё огорчение.
Приняв участие в победном матче «Болтона» над «Вест Хэм Юнайтед», закончившемся со счётом 4:0, Гэри Спид стал первым игроком, сыгравшим в 500 матчах в английской Премьер-лиге.
В мае 2007 года Гэри, продолжая оставаться действующим игроком, был назначен одним из тренеров клуба, однако вскоре отказался от этой должности, поскольку совмещение давалось ему с трудом. В августе 2007 года он забил свой очередной гол, став первым игроком, забившим в 16 первых сезонах премьер-лиги (вскоре это достижение повторил Райан Гиггз). В конце декабря Спид был арендован «Шеффилд Юнайтед» с возможностью выкупа контракта за 250 тысяч фунтов стерлингов. В мае 2008 года полузащитник заявил в интервью, что сезон 2008/09, скорее всего, станет для него последним в футболе.

## Карьера в сборной
С 1990 по 2004 год Спид сыграл 85 матчей (забил 7 голов) за сборную Уэльса (на момент завершения карьеры Спида больше было на счету только у голкипера Невилла Саутолла), долгое время был её капитаном. После решения Спида прекратить игры на международном уровне, спустя 6 лет, бывший тренер сборной Марк Хьюз и некоторые действующие игроки рекомендовали ему стать тренером национальной команды. Спид возглавил её в декабре 2010 года после всего лишь нескольких месяцев работы в «Шеффилд Юнайтед». Первый матч под руководством Спида сборная Уэльса провела в феврале 2011 года против команды Ирландии. Всего Спид руководил сборной в 10 матчах, в которых она 5 раз выиграла и 5 раз проиграла (разница мячей 13—13).

## Смерть
27 ноября 2011 года Спид был найден повешенным в собственном доме после ссоры с женой. По предположению полиции, тренер совершил самоубийство. По альтернативному мнению следователя, Спид хотел оказать впечатление на жену: сел на лестнице, обвязав шею телевизионным кабелем. Поскольку жена долго не возвращалась, Спид мог заснуть и упасть с лестницы, что привело к повешению.

## Личная жизнь
У Спида и его жены Луизы было двое сыновей: Томас и Эдвард. Уже в 2012 году Эдвард Спид, младший сын Гэри, был вызван в юношескую сборную Уэльса по футболу, составленную из игроков не старше 16 лет.

## Достижения

### Командные
«Лидс Юнайтед»
- Победитель Первого дивизиона: 1991/92
- Победитель Второго дивизиона: 1989/90
- Обладатель Суперкубка Англии: 1992

### Личные
- Команда года по версии ПФА: 1992/93
- Включён в  Зал славы английского футбола: 2017

## Награды
- Орден Британской империи степени члена (12 июня 2010) — «за заслуги в футболе»[16].